# بروطيا جبلية
بروطيا جبلية (الاسم العلمي: Protea montana) هو نوع من النباتات يتبع جنس البروطيا من الفصيلة البروطية.